# Il caos dopo di te
Il caos dopo di te (El desorden que dejas) è una serie televisiva spagnola ideata da Carlos Montero.

## Trama
Raquel, dopo il trauma della morte della madre a causa di una malattia, si trasferisce assieme al marito Germán nel paese natale dell’uomo, Novariz, dove ha ottenuto un incarico come professoressa di letteratura nella scuola superiore locale. La donna però non sa che l’insegnante che l’ha preceduta, Viruca, è morta tragicamente poco tempo prima, probabilmente per suicidio. Raquel inizia quindi ad indagare ed entra in contatto con un reticolo di minacce, misteri, pericoli e verità nascoste che la trascinano in un vortice di oscuri eventi.

## Episodi
| Stagione       | Episodi | Prima TV originale | Prima TV in italiano |
| -------------- | ------- | ------------------ | -------------------- |
| Prima stagione | 8       | 2020               | 2020                 |

## Personaggi e interpreti
- Raquel Valero, interpretata da Inma Cuesta. È stata assunta come nuova professoressa nella scuola superiore di Novariz. Appena arrivata, viene minacciata con un messaggio anonimo, che la spingerà ad indagare sulla morte di Viruca e a scoprire la verità.
- Elvira “Viruca” Ferreiro Martínez, interpretata da Bárbara Lennie. Professoressa la cui morte, probabilmente un suicidio, è avvolta nel mistero.
- Germán Araujo, interpretato da Tamar Novas. Cuoco e marito di Raquel, lavora nel ristorante che era appartenuto a suo padre. È dipendente dalla cocaina e ha a che fare con Viruca più di quanto sembri.
- Iago Nogueira, interpretato da Arón Piper. È uno degli studenti della scuola. Ragazzo egocentrico e talvolta violento, si innamora, non ricambiato, di Viruca. È il migliore amico di Roi e il fidanzato di Nerea.
- Mauro Muñiz, interpretato da Roberto Enríquez. Marito di Viruca. È il primo a non credere alla storia del suicidio e incolpa Iago di avere ucciso sua moglie.
- Roi Fernández, interpretato da Roque Ruiz. È un aspirante fotografo ed ha il desiderio di fotografare Iago, di cui è segretamente innamorato. Dopo la morte di Viruca, però, inizia a sospettare che l'amico c'entri qualcosa.
- Nerea Casado Macías, interpretata da Isabel Garrido. È la fidanzata di Iago. Le sue idee femministe le sono state trasmesse da Viruca, di cui era una grande ammiratrice.
- Demetrio Araujo, interpretato da Fede Pérez. Fratello di Germàn. Anche lui lavora al ristorante, che ha gravi problemi economici.
- Tomás Nogueira, interpretato da Alfonso Agra. Padre di Iago. È un uomo ricco ed egoista. Ha una relazione segreta con Viruca.
- Concha, interpretata da Susana Dans. È una donna che lavora al bar accanto alla scuola. Diventa amica di Raquel.